# Hemiceras saron
Hemiceras saron är en fjärilsart som beskrevs av Paul Dognin 1908. Hemiceras saron ingår i släktet Hemiceras och familjen tandspinnare. Inga underarter finns listade i Catalogue of Life.